# Муніципалітет Ісмаель Кортінас
Муніципалітет Ісмаель Кортінас (ісп. Municipio de Ismael Cortinas) — адміністративно-територіальна одиниця місцевого самоврядування Уругвая, яка знаходиться на півдні департаменту Флорес. Адміністративний центр — містечко Ісмаель Кортінас.

## Історія
Згідно з державним планом щодо децентралізації влади та створенню місцевих органів самоврядування 15 березня 2010 року на черговій сесії Генеральної Асамблеї Уругвая був створений Муніципалітет Ісмаель Кортінас, в структурі департаменту Флорес.

## Склад
В склад муніципалітету входить один єдиний населений пункт:
- Ісмаель Кортінас

## Влада
Владою в муніципалітеті є Алькальд та його 4 радники.
Алькальди за періодом:
| Період (рр.) | Алькальд   | Партія             |
| ------------ | ---------- | ------------------ |
| 2010-2015    | Луз Ечанде | Національна партія |
| 2015-2020    | Луз Ечанде | Національна партія |